# Варва
Ва́рва (укр. Ва́рва) — посёлок в Прилукском районе Черниговской области Украины, административный центр Варвинской посёлковой общины. До 17 июля 2020 года был административным центром Варвинского района.

## Географическое положение
Расположен на реке Удай, при впадении её притока Варва.
Историческая часть города частично сохранилась в границах современных улиц Энгельса, Горького, Коцюбинского, Льва Толстого с характерными чертами радиально-полукольцевой системы и контурами древнего центра Замковой горы. Здесь есть несколько парковых зон.

## История
Варва возникла на месте древнерусского поселения Варин. В её окрестностях обнаружены курганный могильник и городище времён Древнерусского государства. Ученые полагают, что городище, известное как «Замковая гора», является остатком поселения-крепости Варина, в окрестностях которого в 1079 году войско Владимира Мономаха разгромило многотысячную половецкую орду.
В период Киевской Руси Варва была одним из опорных пунктов боевой линии Переяславской земли.
Во время монголо-татарского нашествия на Русь, Варва в 1239 году была разрушена, но через некоторое время она возрождается. В 1356 году Варва вошла в состав Великого Княжества Литовского. Поселение немало пострадало от нападения крымских татар во главе с Менгли I Гиреем. В 1482 году орда опустошила Варву.
После Люблинской унии 1569 года земли по реке Удай вошли в состав Польши. В начале XVII века Варва была заново заселена беглецами из Правобережной Украины. В акте 1628 она названа «новосильным» поселением. Впоследствии она принадлежала князьям Вишневецким. В частности, Иеремия Вишневецкий поощрял переселение сюда жителей с правого берега Днепра.
В ходе освободительной войны 1648—1654 гг. Варва в 1648 году стала сотенным городком, где было две сотни Прилуцкого полка, в которых по реестру 1654 года значился 901 казак.
В ноябре 1658 года войска князя Г. Ромодановского и гетмана Ивана Беспалого держали в осаде полки Григория Гуляницкого, сторонника гетмана Ивана Выговского, перешедшего на сторону Польши.
После поражения шведов в битве под Полтавой 27 июня 1709 по одной из версий именно у Варвы в Удае были спрятаны сокровища, награбленные шведами. Петровскими войсками после битвы была снаряжена большая поисковая экспедиция, перекопавшая всю окрестность города, выходящего на Удай. Но напрасно — ничего не нашли. С тех пор часть Варвы называется Перекоповка.
Ревизия 1740 года показала развитие в Варве ремёсел. Наиболее распространёнными были ткачество, производство доспехов, ковка. Более 20 мещанских дворов владели водяными мельницами на Удае. Свои изделия ремесленники привозили на продажу в Лохвицу, Прилуки, Нежин, Батурин, Переяслав и другие города.
Есть на карте 1787 как Варна
В 1782 году Варва в составе Черниговского наместничества, с 1802 года в составе Лохвицкого уезда Полтавской губернии.
В 1851 году в Варве была построена деревянная церковь Рождества Богородицы, при которой открыли церковную приходскую школу.
В 1862 году во владельческом и козачем местечке Варва было 2 церкви, 3 ярмарки, базар и 460 дворов где проживало 2553 человек (1206 мужского и 1347 женского пола)
В 1885 году численность населения составляла 2150 человек.
В 1893 году здесь насчитывалось 2553 жителей, 460 домов и две церкви, три раза в год проходили ярмарки.
В 1911 году в местечке Варва были школы земская и церковно-приходская, церкви Успенская и Рождества Богородицы, в местечке жило 3608 человек (1801 мужского и 1807 женского пола)
В начале XX века работала земская и 2 церковно-приходские школы, 2 начальные училища (1913), Варвинская народная библиотека-читальня (1896).
6 октября 1920 была образована Варвинская волость в составе Прилукского уезда. К тому времени здесь насчитывалось около 7 тысяч человек населения. В апреле 1923 года Варва стала районным центром Прилукского округа.
В ходе Великой Отечественной войны 17 сентября 1941 года посёлок был оккупирован наступавшими немецкими войсками. 27 февраля 1943 года здесь началось вооружённое восстание против немецких оккупантов, но оно было подавлено. 17 сентября 1943 года войска Воронежского фронта освободили посёлок.
В 1966 году был создан Варвинский район.
В 1968 году здесь действовали маслодельный завод и два кирпичных завода.
В январе 1989 года численность населения составляла 8927 человек.
В июле 1995 года Кабинет министров Украины утвердил решение о приватизации находившихся здесь райсельхозтехники и совхоза.

## Население
По состоянию на 1 января 2013 года численность населения составляла 8333 человек.

### Языковой состав
Родной язык населения по данным переписи 2001 года:
| Язык       | Численность, чел. | Доля     |
| ---------- | ----------------- | -------- |
| Украинский | 8 413             | 95,90 %  |
| Русский    | 323               | 3,68 %   |
| Другие     | 37                | 0,42 %   |
| Итого      | 8 773             | 100,00 % |

## Экономика
Варва — единственный крупный промышленный центр района. Ведущая промышленность — пищевая (отрасли — маслосыродельная и молочная).
Здесь действуют маслосыродельный завод, сельскохозяйственные предприятия, предприятие обувной отрасли (ТОВ «Тозіналі»).
В Варве расположен офис Гнединского ГПЗ ПАО «Укрнафта» по адресу ул. Лесная, 1.

## Транспорт
Посёлок находится в 33 км от ближайшей железнодорожной станции Прилуки.

## Достопримечательности
- Замковая гора — городище XI—XIII веков (летописный город периода Киевской Руси), площадью 5 га, на территории одноимённого урочища. Ныне является площадкой учебно-производственного комбината.
- Здание Варвинской земской школы (1915). Возведено архитектором Кричевским В. Г. в украинском народном стиле.
- Курган с погребениями скифских времён VII—II вв. до н. э.[20]
- Поселения периода Киевской Руси
- Обелиск Славы
- Нефтяная башня — памятник в честь начала нефтедобычи в регионе 1959 года.
- Ранее было три церкви: Замковая[9][10], Перекоповская и Казацкая. Были разрушены.
- Синагога, разрушенная в 1920-х годах. Располагалась у стадиона, сейчас расположен многоквартирный дом.
- Книгоиздательство (в центре). До 1917 года — дом помещицы О. Н. Бобриковой.

## Известные уроженцы
- Бодянский, Осип Максимович (31 октября (12 ноября) 1808 года — 6 сентября (18 сентября) 1877 года) — филолог, историк, писатель и переводчик[7];
- Горбатенко, Владимир Павлович (род. 1957) — украинский политолог и правовед, доктор политических наук, профессор, академик Украинской академии политических наук, академик Академии наук высшего образования Украины;
- Кондратец, Иван Яковлевич (1919—2003) — Герой Советского Союза (1944);
- Минеев, Виктор Александрович (19 июня 1937 — 22 июля 2002) — олимпийский чемпион по современному пятиборью (1964), заслуженный мастер спорта СССР, победитель III Спартакиады народов СССР в командном первенстве (1963);
- Пилипенко, Яков Павлович (1920—2003) — Герой Советского Союза (1945).

## Спорт
- Факел (футбольный клуб, Варва)